# Musée civique de Castel Nuovo (Naples)
Le musée civique de Castel Nuovo est un musée de Naples ouvert en 1990 et situé à l'intérieur du château homonyme, plus connu sous le nom de Maschio Angioino.

## Collection
La collection du musée commence avec certaines salles du château comme la chapelle palatine, puis atteint les deux premiers étages où sont exposés des sculptures, des objets et des peintures de l'époque médiévale à la fin du XIXe siècle.

## Parcours didactique
Le musée civique comprend la partie de la chapelle palatine  et la salle d'armes, datant de 1307 et seule structure qui reste du château de la première phase et les premier et deuxième étages de la courtine sud du château. La chapelle possède un portail d'entrée de style Renaissance avec une niche avec une Vierge à l'Enfant. À l'intérieur, se trouvent de nombreuses œuvres de la Renaissance napolitaine, quelques œuvres de Giotto et de nombreuses fresques.  
Au premier étage, se trouvent les chefs-d'œuvre du XVe siècle, provenant de Sant'Eligio Maggiore et d'autres structures religieuses et nombreuses œuvres de l'école napolitaine du XVIIe siècle. 
Au deuxième étage, se trouvent des œuvres du XIXe et XXe siècles, parmi lesquelles des sculptures de Vincenzo Gemito.

## Œuvres de la collection

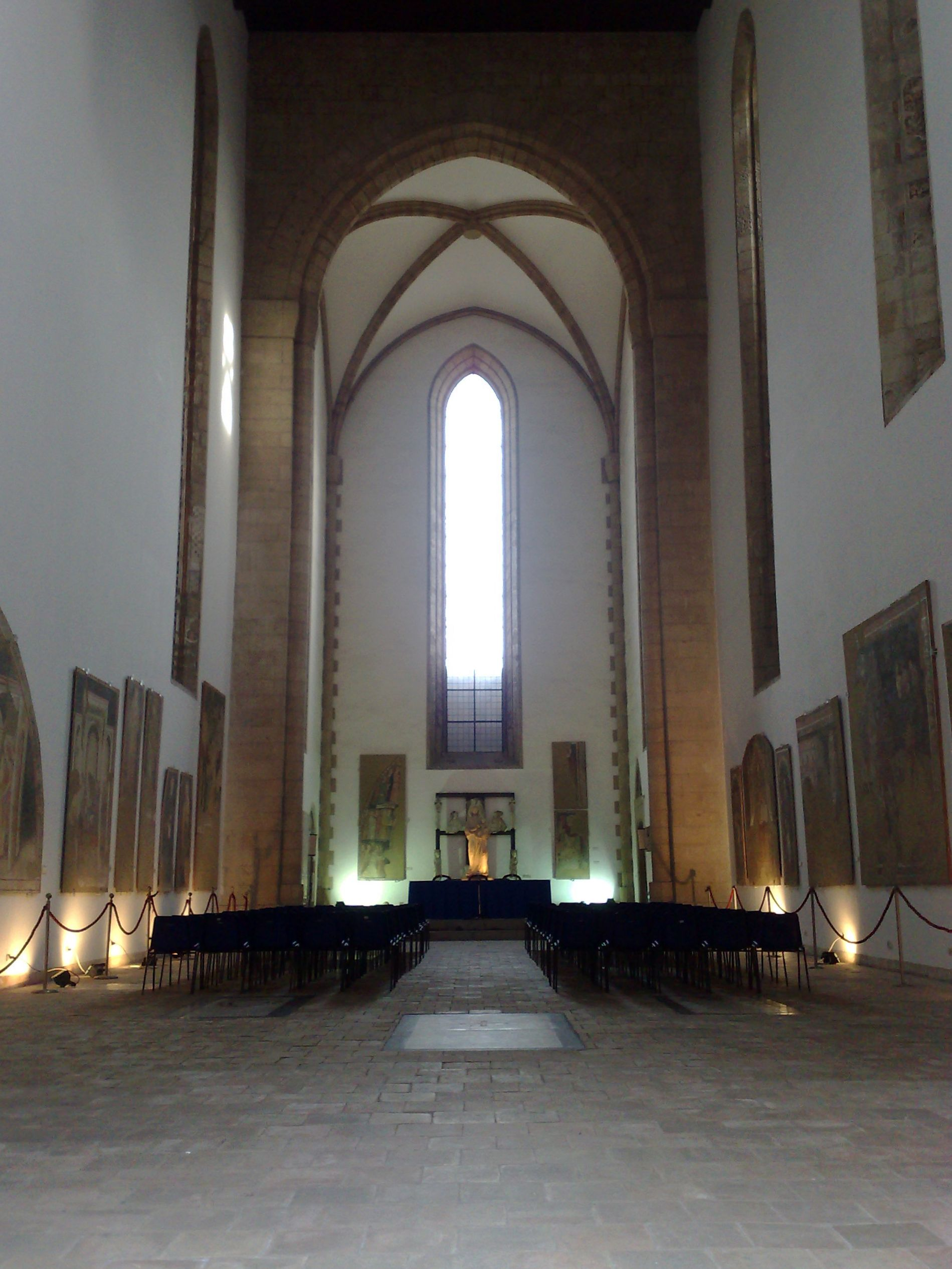
La chapelle palatine.
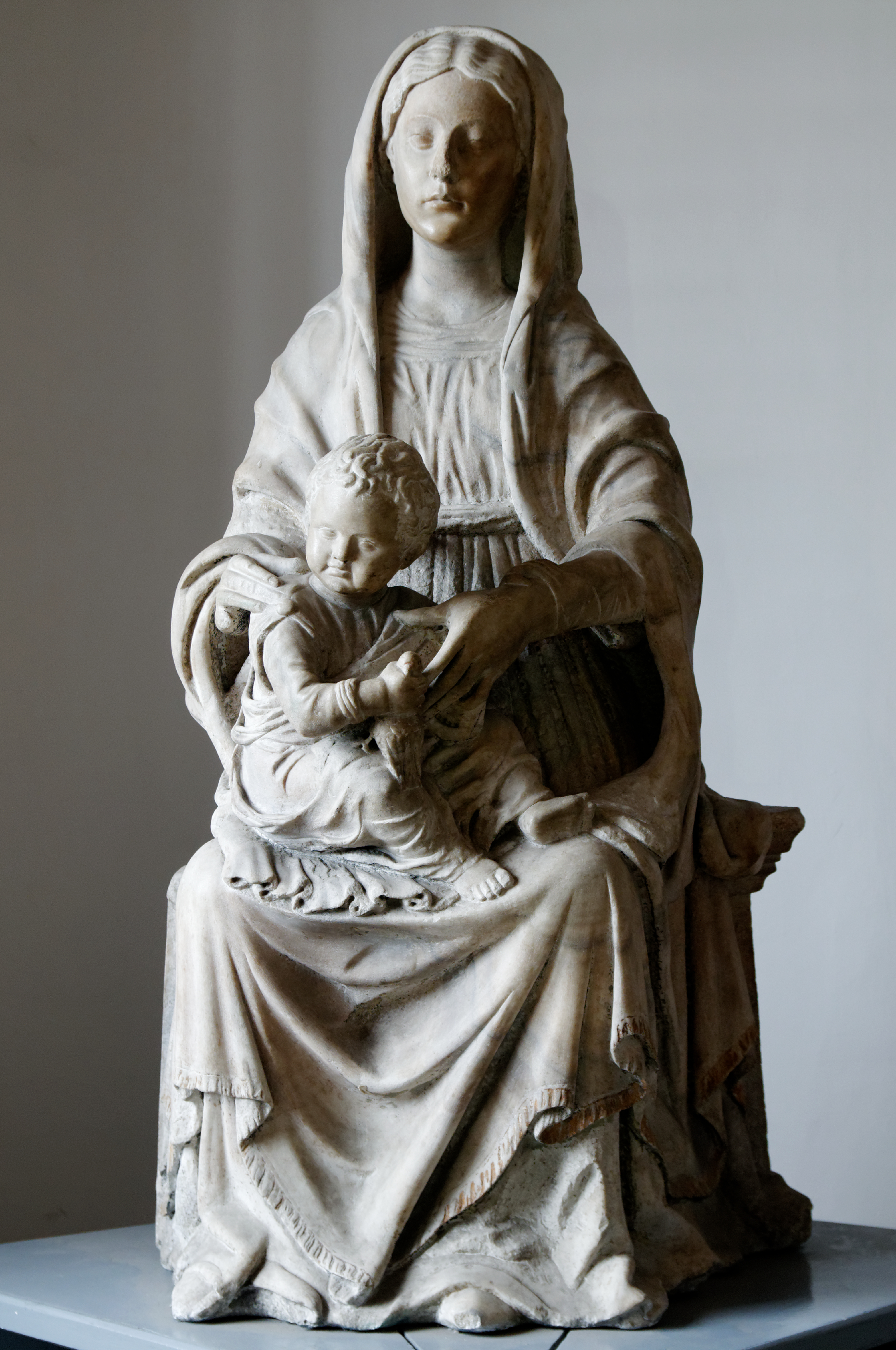
Vierge à l'Enfant (ou del Passero), Francesco Laurana.
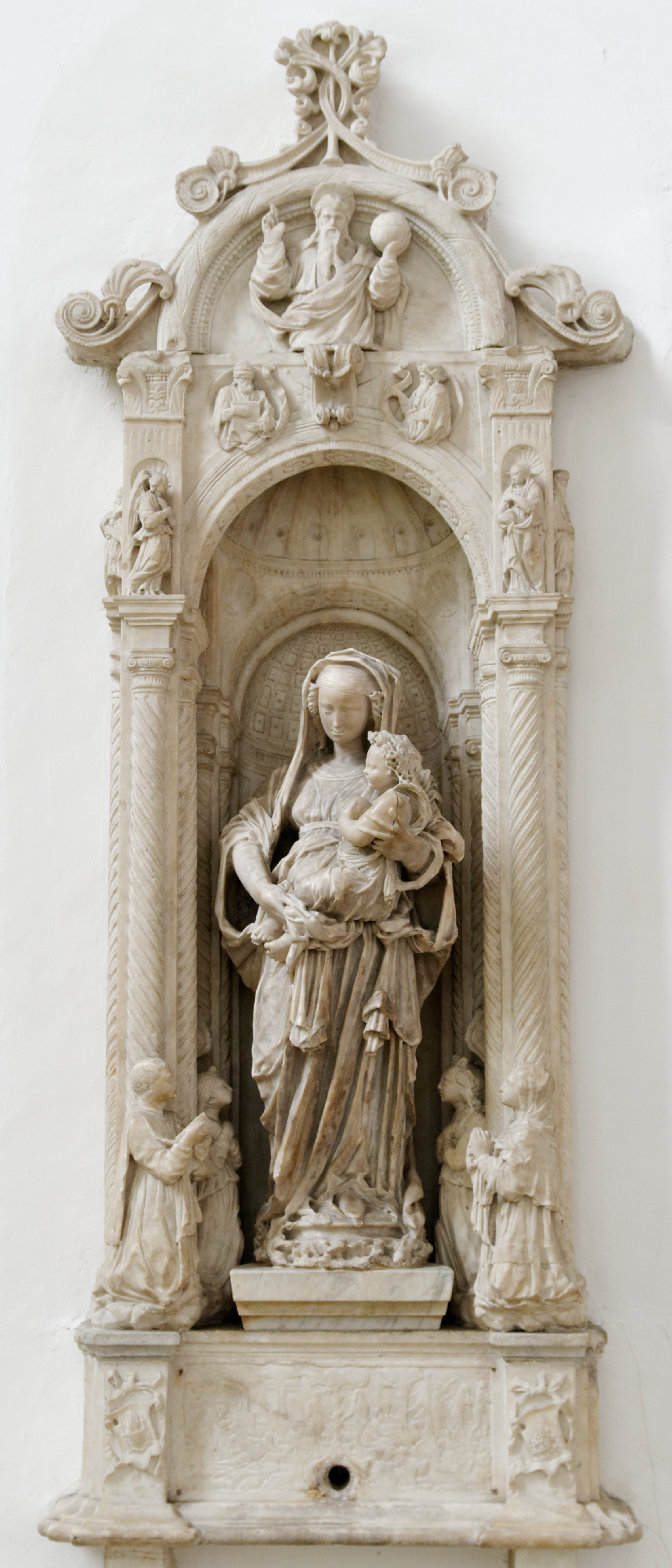
Tabernacle avec la Vierge à l'Enfant, Domenico Gagini.

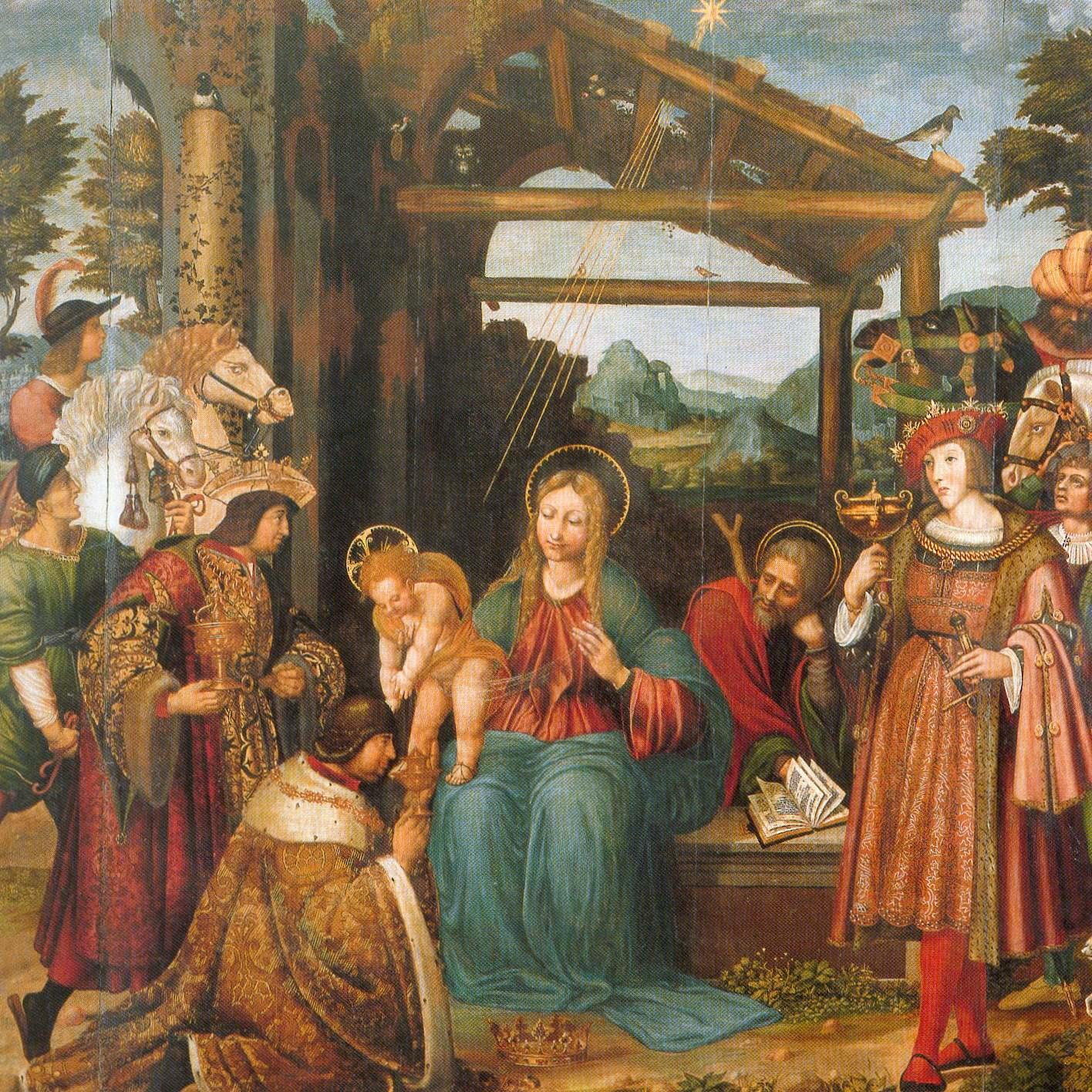
Adoration des rois mages, Marco Cardisco.
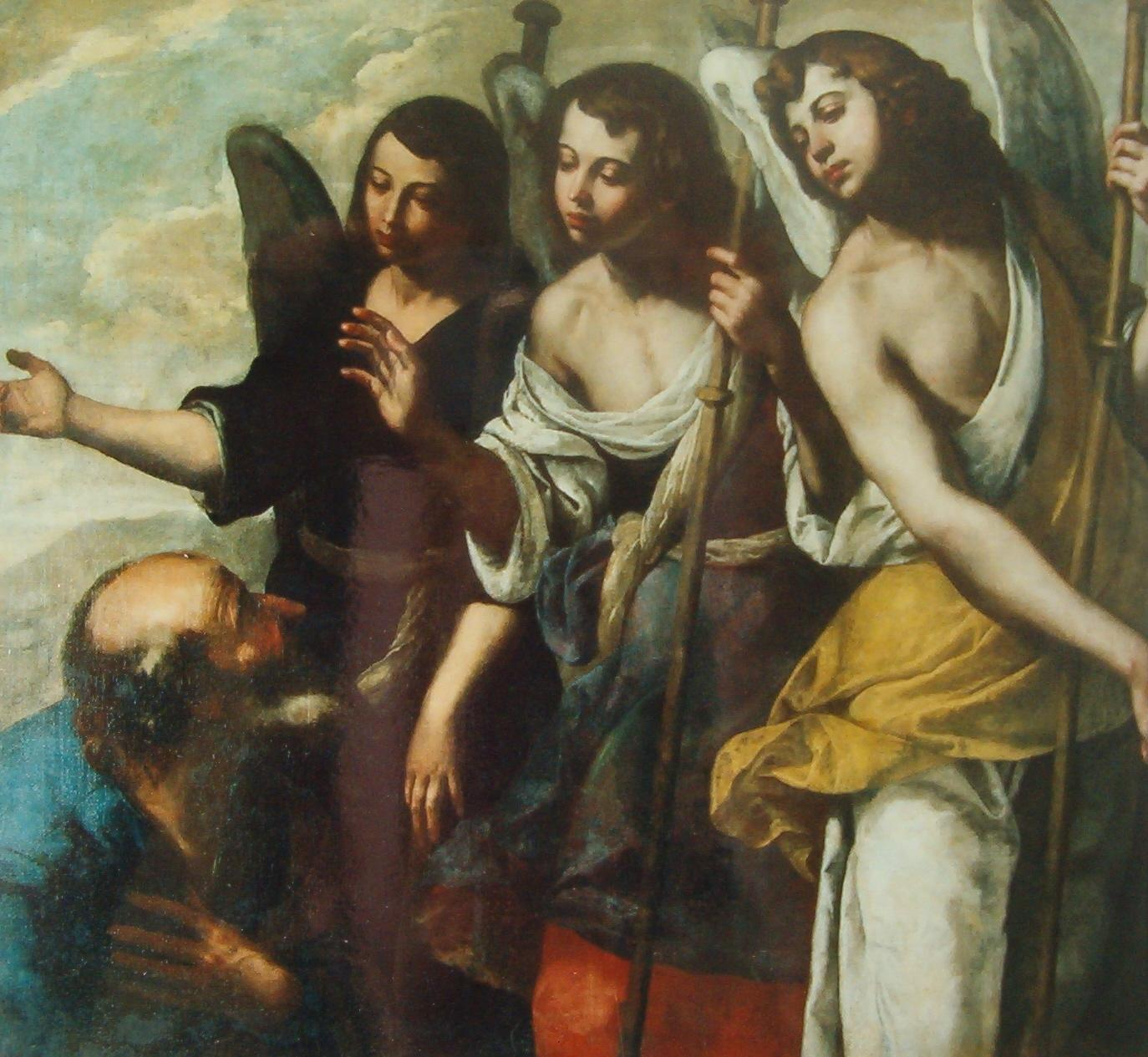
Abraham et trois Anges, Pacecco de Rosa.
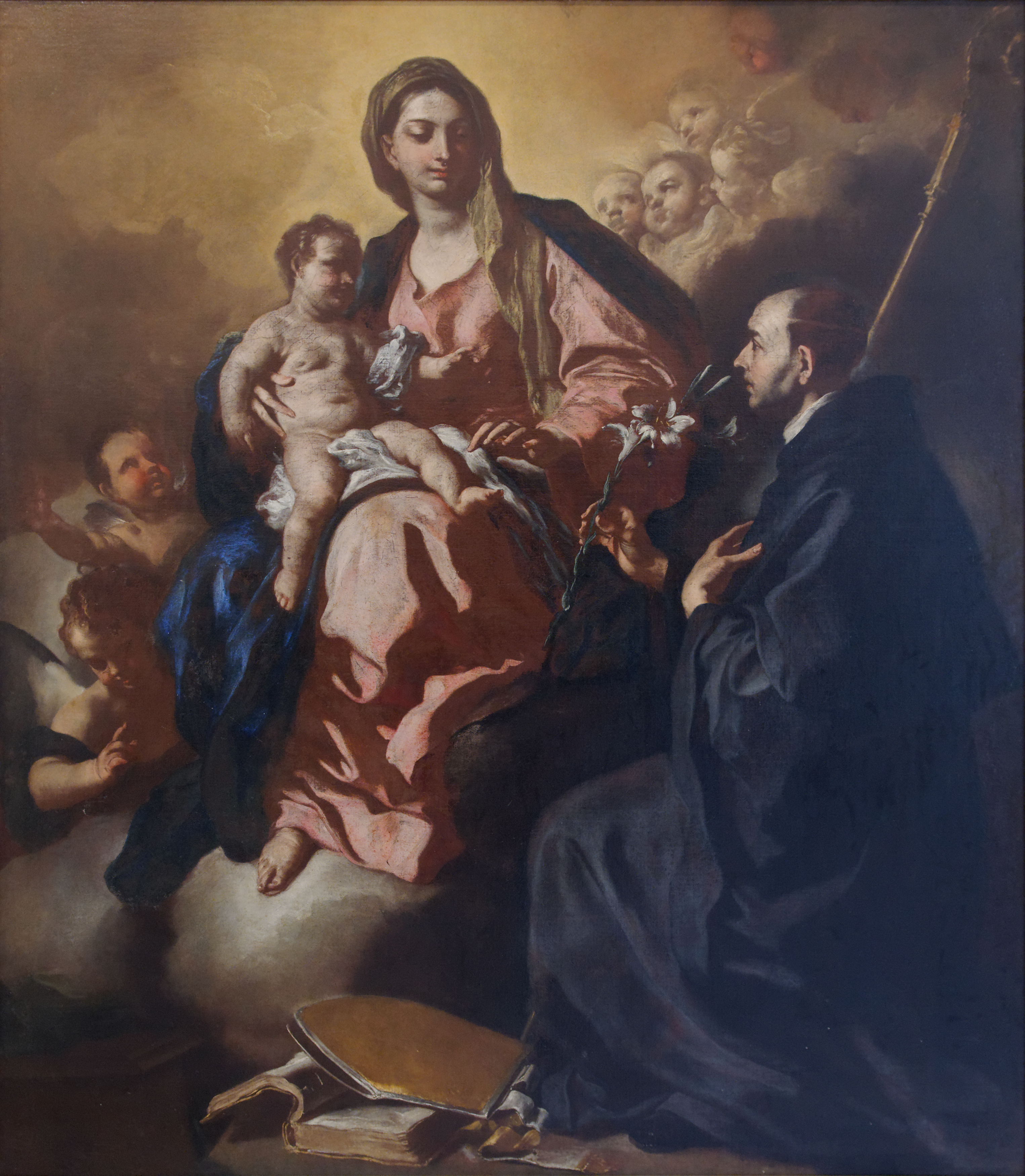
Vierge à l'Enfant et un saint, Francesco Solimena.
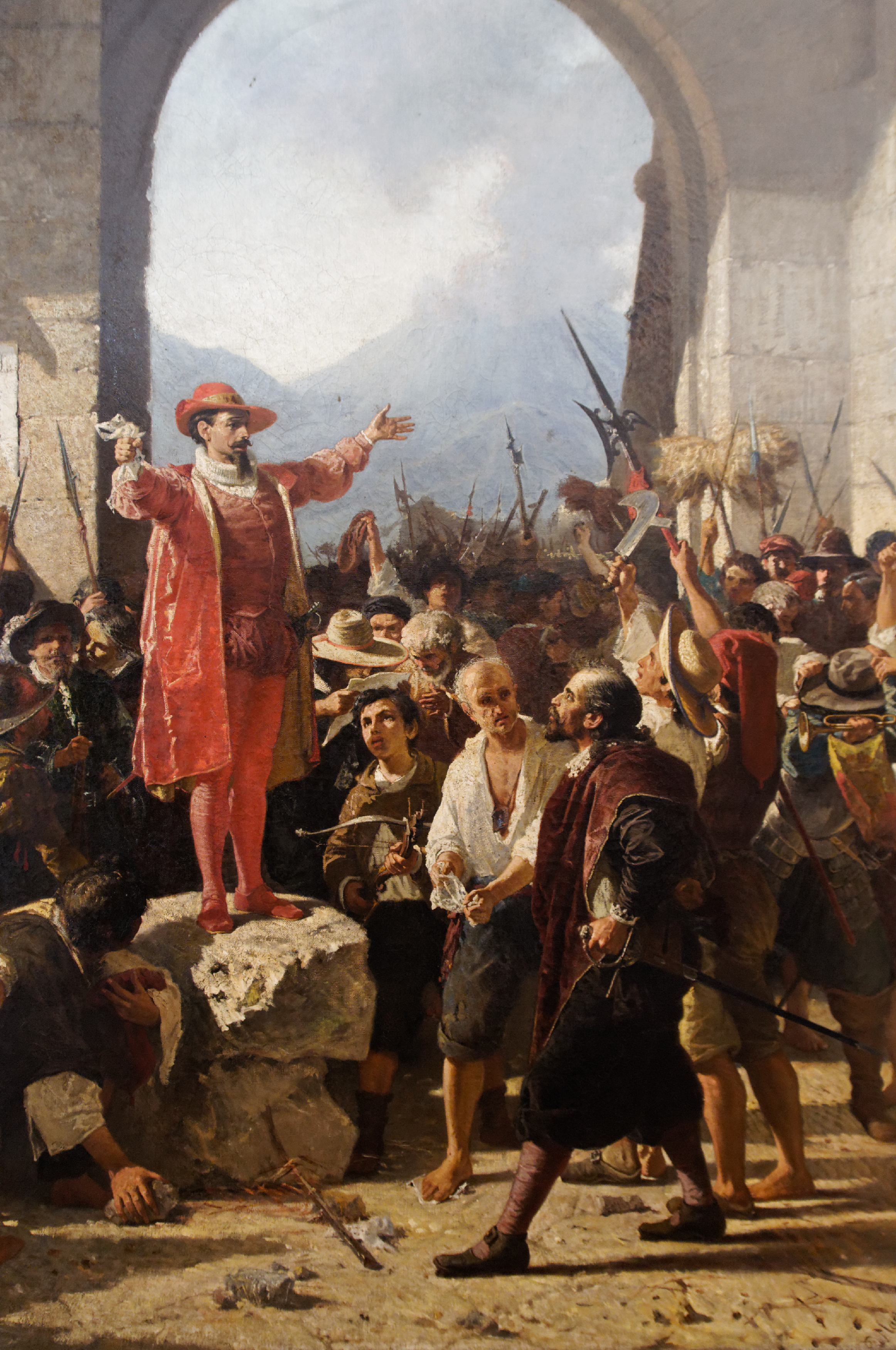
Cesare Mormile et la révolte napolitaine de 1547, Vincenzo Marinelli.
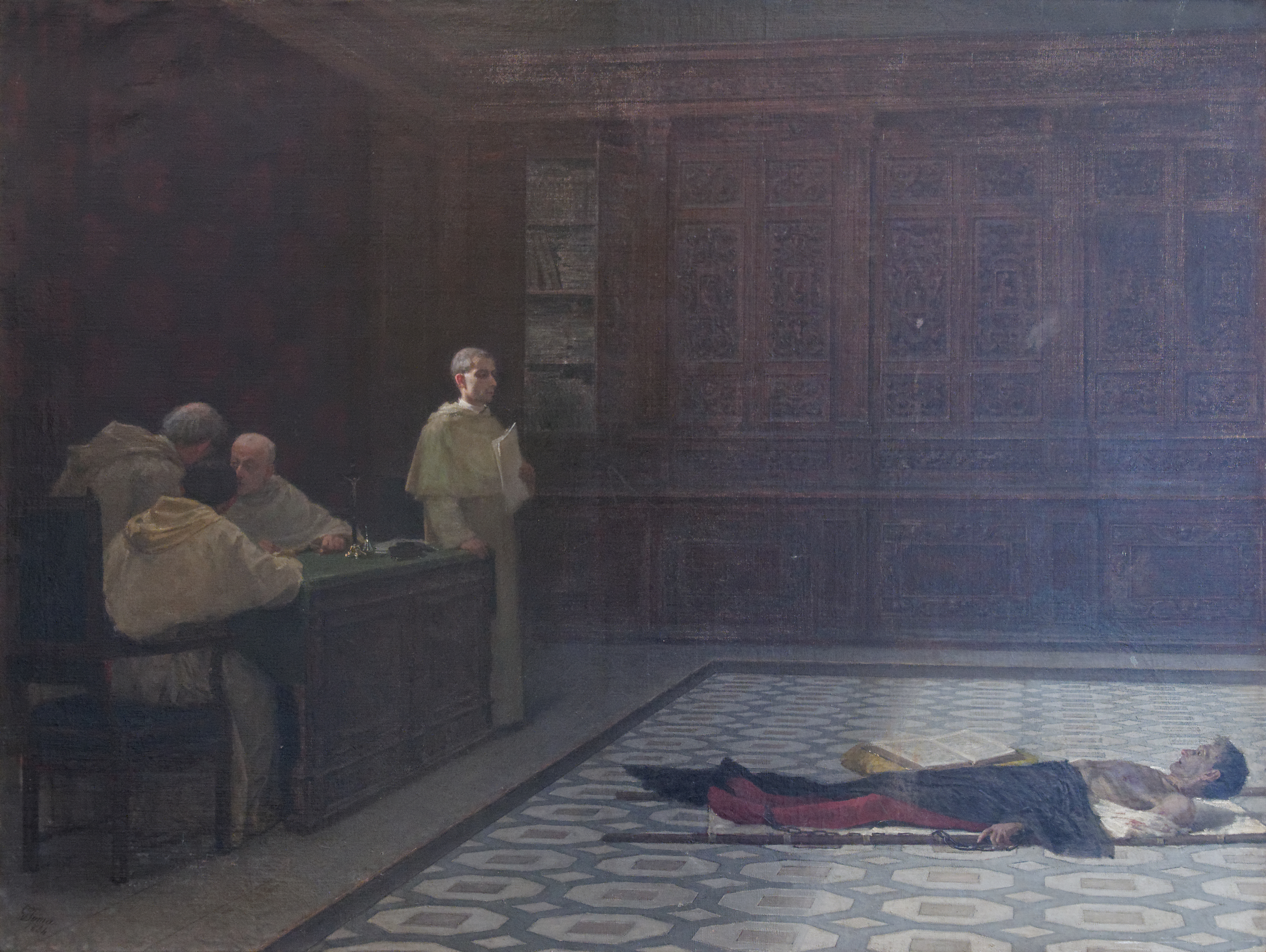
Un examen rigoureux du Saint-Office, Gioacchino Toma.